# Spišské Vlachy (stacja kolejowa)
Spišské Vlachy – stacja kolejowa znajdująca się we wsi Spišské Vlachy w kraju koszyckim na linii kolejowej nr 180 na Słowacji.